# 1.ª División (Ejército Imperial Japonés)
La 1.ª División de Infantería (歩兵第一師団 Hohei dai-ichi shidan?) fue una división de infantería del Ejército Imperial Japonés,  la más antigua del ejército del Imperio de Japón hasta la Segunda Guerra Mundial, también conocida como la División Jade (玉兵団 Gyoku-heidan?).

## Historial militar

### Formación de la unidad
La 1.ª División de Infantería se creó en enero de 1871, originalmente bajo la denominación de "Guarnición de Tokio" (東京鎮台 Tōkyō chindai?), uno de los seis mandos regionales creados durante los primeros pasos del moderno Ejército Imperial Japonés. El Tōkyō chindai era responsable de la parte este de Honshū (la región de Kantō) desde su Cuartel General en el área metropolitana de Tokio. Estos seis mandos regionales fueron transformados en divisiones tras la reorganización del ejército del 14 de mayo de 1888, siguiendo la recomendación del asesor militar prusiano Jacob Meckel.

### Primeros conflictos
La División entró por primera vez en combate en la primera guerra Sino-Japonesa, y también fue requerida durante la Guerra Ruso-Japonesa.

### Incidente del 26 de febrero
El 22 de febrero de 1936, la unidad recibió órdenes para partir a Manchuria. La delicada situación política reinante en Japón y los conflictos internos dentro del Ejército no eran una excepción en la división, y un buen número de jóvenes oficiales, entre ellos muchos mandos de la unidad, planearon asesinar a varios importantes funcionarios de gobierno y solicitar reformas sociales.
Los rebeldes abogaban por la Restauración Showa, una lucha en pro del Emperador y contra la democracia liberal de la Era Taishō. Además, simpatizaban con la Kōdōha, una facción política en el Ejército que se oponía a la conquista de nuevos territorios en China, para preparar el fortalecimiento de la presencia nipona en Manchuria, con el objetivo de formar un estado colchón anti-comunista y para estar mejor preparados en caso de una guerra futura con la Unión Soviética. El 26 de febrero, el grupo rebelde inició el asalto, minuciosamente planeado, y durante el cual, acabaron con la vida de cuatro personalidades. Sin embargo, el golpe de Estado fracasó, al amenazar el Emperador con intervenir personalmente, y los participantes en el complot fueron posteriormente purgados.

### Manchuria
Desde 1937 estuvo estacionada en Manchukuo, integrada en el Ejército de Kwantung con la tarea de guardar la frontera norte contra la Unión Soviética.
En mayo de 1939, tras una disputa fronteriza entre la caballería mongola y la caballería de Manchukuo, se inicia una guerra fronteriza no declarada entre Japón y la URSS (el denominado Incidente de Nomonhan) donde el Ejército Rojo, apoyado por una fuerza de blindados y artillería muy superior, destrozó a las fuerzas japonesas enviadas por el Ejército de Kwantung (entre ellas, la 1.ª División). El cese del conflicto llegó el 16 de septiembre, tras haber perdido más de 18.000 hombres, sin contar el tremendo golpe que supuso para el prestigio del Ejército de Kwantung, hasta entonces un organismo intocable que actuaba con total autonomía.

### Segunda Guerra Mundial
El trágico rumbo que tomó la Guerra del Pacífico para Japón a partir de 1943 trastocó los planes de los altos mandos, y la División fue enviada como refuerzo a Manila (Filipinas) donde inicialmente formaría el núcleo del 14.ª Ejército de Área del General Yamashita Tomoyuki. Tras asignárseles la misión de impedir la reocupación de Leyte por tropas americanas y filipinas, la 1.ª División desembarcaría en Ormoc (costa oeste de Leyte) el 1 de noviembre.
Sus órdenes eran subir por la carretera número 2 de Leyte hasta Carigara, y asegurar la parte norte de la isla. Sin embargo, las fuerzas estadounidenses y filipinas ya habían tomado Carigara, y los ataques aéreos americanos dejaron a la 1.ª División aislada de la cadena de suministros y de refuerzos. Al ser incapaces de alcanzar Carigara, los japoneses fortificaron colinas y crestas a lo largo de la autopista y se atrincheraron, defendiendo estas zonas ante las acometidas estadounidenses que comenzaron el 7 de noviembre y durarían hasta el 12 de diciembre. Las tropas japonesas aguantaron con tenacidad hasta el último hombre, luchando en unas condiciones totalmente adversas, contra un enemigo superior en número y en potencia de fuego, aislados y sin suministros. Para cuando Leyte fue declarado seguro, de los 11.000 soldados de la división enviados a la zona solo quedaban 800 con vida. Tras esta batalla, la 1.ª División de Infantería prácticamente dejó de existir como unidad operativa.

## Estructura

### Organización

#### 1888
En el momento de su creación:
- Cuartel General de la 1ª División de Infantería (師団司令部 Shidan shireibu?) - Tokio
- 1ª Brigada de Infantería (歩兵第1旅団 Hohei dai-ichi ryodan?) - Tokio
  - 1er Regimiento de Infantería (歩兵第1連隊 Hohei dai-ichi rentai?) - Tokio
  - 15º Regimiento de Infantería (歩兵第15連隊 Hohei dai-jūgo rentai?) - Takasaki
- 2ª Brigada de Infantería (歩兵第2旅団 Hohei dai-ni ryodan?) - Sakura
  - 1er Regimiento de Infantería (歩兵第2連隊 Hohei dai-ni rentai?) - Sakura
  - 15º Regimiento de Infantería (歩兵第3連隊 Hohei dai-san rentai?) - Tokio
- 1er Batallón de Caballería (騎兵第1大隊 Kihei dai-ichi daitai?) - Tokio
- 1er Batallón de Artillería (砲兵第1大隊 Hōhei dai-ichi daitai?) - Tokio
- 1er Batallón de Ingenieros (工兵第1大隊 Kōhei dai-ichi daitai?) - Tokio
- 1er Batallón de Transporte (輜重兵第1大隊 Shichōhei dai-ichi daitai?) - Tokio

#### 1937
Hacia el comienzo de la segunda guerra sino-japonesa:
- Cuartel General de la 1ª División de Infantería (師団司令部 Shidan shireibu?) - Tokio
- 1ª Brigada de Infantería (歩兵第1旅団 Hohei dai-ichi ryodan?) - Tokio
  - 1er Regimiento de Infantería (歩兵第1旅団 Hohei dai-ichi rentai?) - Tokio
  - 49º Regimiento de Infantería (歩兵第49連隊 Hohei dai-yonjūyon rentai?) - Kofu
- 2ª Brigada de Infantería (歩兵第2旅団 Hohei dai-ni ryodan?) - Sakura
  - 3º Regimiento de Infantería (歩兵第3連隊 Hohei dai-ni rentai?) - Tokio
  - 57º Regimiento de Infantería (歩兵第57連隊 Hohei dai-gojūnana rentai?) - Sakura
- 2ª Brigada de Caballería (騎兵第2旅団 Kihei dai-ni ryodan?) - Narashino
  - 1er Regimiento de Caballería (騎兵第1連隊 Kihei dai-ichi rentai?) - Tokio
  - 15º Regimiento de Caballería (騎兵第15連隊 Kihei dai-jūgo rentai?) - Narashino
  - 16º Regimiento de Caballería (騎兵第16連隊 Kihei dai-jūroku rentai?) - Narashino
- 3ª Brigada de Artillería Pesada de Campaña (野戦重砲兵第3旅団 Yasenjū-hōhei dai-san ryodan?) - Kōnodai
  - 1er Regimiento de Artillería Pesada de Campaña (野戦重砲兵第1連隊 Yasenjū-hōhei dai-ichi rentai?) - Kōnodai
  - 7º Regimiento de Artillería Pesada de Campaña (野戦重砲兵第7連隊 Yasenjū-hōhei dai-ichi rentai?) - Kōnodai
  - 1er Regimiento de Artillería de Campaña (野砲兵第1連隊 Ya-hōhei dai-ichi rentai?) - Tokio
- Regimiento Yokosuka de Artillería Pesada (横須賀重砲兵連隊 Yokosuka jū-hōhei rentai?) - Yokosuka
- 2º Regimiento de Artillería Antiaérea (高射砲第2連隊 Kōshahō dai-ni rentai?) - Kōnodai
- 2º Regimiento de Tanques (戦車第2連隊 Sensha dai-ni rentai?) - Narashino
- 1er Regimiento de Ingenieros (工兵第1連隊 Kōhei dai-ichi rentai?) - Tokio
- 1er Regimiento de Transporte (輜重兵第1連隊 Shichōhei dai-ichi rentai?) - Tokio

#### 1945
Hacia el final de la Segunda Guerra Mundial:
- Cuartel General de la 1ª División de Infantería (師団司令部 Shidan shireibu?) - Tokio
- 1er Regimiento de Infantería (歩兵第1連隊 Hohei dai-ichi rentai?) - Tokio
- 49º Regimiento de Infantería (歩兵第49連隊 Hohei dai-yonjūyon rentai?) - Kofu
- 57º Regimiento de Infantería (歩兵第57連隊 Hohei dai-gojūnana rentai?) - Sakura
- 1er Regimiento de Reconocimiento (捜索第1連隊 Sōsaku dai-ichi rentai?) - Tokio
- 1er Regimiento de Artillería de Campaña (野砲兵第1連隊 Ya-hōhei dai-ichi rentai?) - Tokio
- 1er Regimiento de Ingenieros (工兵第1連隊 Kōhei dai-ichi rentai?) - Tokio
- 1er Regimiento de Transporte (輜重兵第1連隊 Shichōhei dai-ichi rentai?) - Tokio
- Unidad de Comunicaciones de la 1ª División (第1師団通信隊 Dai-ichi shidan tsūsin-tai?)
- Unidad de Explosivos de la 1ª División (第1師団兵器勤務隊 Dai-ichi shidan heikikinmu-tai?)
- Hospital de campaña de la 1ª División (第1師団野戦病院 Dai-ichi shidan yasenbyōin?)
- Departamento de Suministro y Purificación de Agua de la 1ª División (第1師団防疫給水部 Dai-ichi shidan hōekikyūsuibu?)